# Albert Pretorius
Albert Pretorius ist ein südafrikanischer Schauspieler.

## Leben
Pretorius wurde in Südafrika geboren. Er spricht Englisch, Afrikaans sowie Niederländisch und erlangte an der Universität Kapstadt seinen Bachelor of Arts in Theater und Performance. Mit Beginn der 2010er Jahre folgten erste Rollen in Fernseh- und Filmproduktionen. So wirkte er 2010 in drei Episoden der Fernsehserie Binnelanders in der Rolle des Ulrich mit. Er hatte 2013 eine Nebenrolle im Film Mandela – Der lange Weg zur Freiheit inne. 2015 stellte er in 13 Episoden der Fernsehserie Buurtwag die Rolle des Johan Bester dar. 2019 folgte seine nächste große Serienrolle in der Fernsehserie Dwaalster. 2021 spielte er die Rolle des  Ronnie Adendorff  in insgesamt 13 Episoden der Fernsehserie Nêrens, Noord-Kaap. 2019 stellte er im Film Flatland die Rolle des Theunis dar. 2023 verkörperte er in zwei Episoden des Netflix Originals One Piece die Rolle des Flecki. Seit demselben Jahr spielt er die Rolle des Pieter in der Fernsehserie Spinners.

## Filmografie (Auswahl)
- 2010: Binnelanders (Fernsehserie, 3 Episoden)
- 2012: Die Wonderwerker
- 2013: Mandela – Der lange Weg zur Freiheit (Mandela: Long Walk to Freedom)
- 2014: Konfetti
- 2014: Balbesit: 'n Studie in Stemme
- 2014: Iemand Anders (Kurzfilm)
- 2015: Buurtwag (Fernsehserie, 13 Episoden)
- 2016: Modder en bloed
- 2016: Kolskoot (Kurzfilm)
- 2016: Johnny is nie dood nie
- 2016: Jonathan: Die Movie
- 2017: Die Rebellie van Lafras Verwey
- 2017: Waterfront (Fernsehserie, 2 Episoden)
- 2018: The Seagull
- 2018: Canary
- 2019: Flatland
- 2019: Dwaalster (Fernsehserie, 13 Episoden)
- 2019: Die Spreeus (Fernsehserie, 2 Episoden)
- 2019: Griekwastad
- 2019: Poppie Nongena
- 2020: Fynskrif (Fine Print) (Fernsehserie, Episode 3x11)
- 2021: Paardebloem (Fernsehfilm)
- 2021: Voor Ek Vergeet (Fernsehfilm)
- 2021: Container (Kurzfilm)
- 2021: Plaashuis (Kurzfilm)
- 2021: Nêrens, Noord-Kaap (Fernsehserie, 13 Episoden)
- 2021: Asseblief & Dankie (Fernsehfilm)
- 2022: Stiekyt
- 2022: Skyn (Kurzfilm)
- 2022: Recipes for Love and Murder (Fernsehserie, Episode 1x07)
- 2022: Pulse (Fernsehserie, 4 Episoden)
- 2023: Donkerbos (Miniserie, Episode 1x07)
- 2023: Koffie en Sigarette (Fernsehfilm)
- 2023: One Piece (Fernsehserie, 2 Episoden)
- 2023: Devil’s Peak (Fernsehserie, 2 Episoden)
- seit 2023: Spinners (Fernsehserie)
- 2023: Catch Me A Killer (Miniserie, Episode 1x07)

## Theater (Auswahl)
- Die Tragiese Saak van Pamina Vermaak, Regie: Kabous Meiring, Go2Content Films
- Katvoet, Regie: Nico Scheepers
- Tien Duisend Ton, Regie: Nico Scheepers
- Nagskofkliek, Regie: Etienne Fourie
- Bloed en Bodem, Regie: Marthinus Basson
- Wild, Regie: Phillip Rademeyer
- Nerens, Noord Kaap, Regie: Nico Scheepers
- Hond se Gedagte, Regie: Christiaan Olwagen
- Nouliks of Niks
- Fatal, Lucys Party, Regie: Tara Notcutt, von Albert Pretorius
- Three Blind Mice, Regie: Tara Notcutt
- Buite Blaf die Honde Swart, Regie: Jaco Bouwer
- Die Seemeeu, Regie: Christiaan Olwagen, von Anton Chekov
- Dogma, Regie: Christiaan Olwagen
- Playland, Regie: Albert Maritz, von Athol Fugard
- Orange Earth, Regie: Mathew Wild, von Adam Small, Fugard Theatre
- Balbesit, Regie: Jaco Bouwer, von Saartjie Botha, KKNK, State Theatre Pretoria
- Thom Pain, Regie: Tara Notcutt, By Will Eno
- Doodsnikke, Regie: Janice Honeyman, Sam Shephard
- 3 little Pigs, Regie: Tara Notcutt
- Nagwond
- Messen in Hennen, Regie: David Geysen: Den Haag, KKNK, Oerol Festival
- Ararat, Regie: David Geysen, KKNK, Oerol
- Miskien, Regie: Tara Notcutt
- As you like it 2008, 2009
- #Untiteld, Regie: Jaco Bouwer
- 08 Festival: Holland meets South Africa, Insomnia
- Othello, Regie: Geoffrey Hyland, Baxter Theatre
- Breaking Things, Regie: Kim Kerfoot
- Women Beware Women, Regie: Geoffrey Hyland
- Static, Regie: Sherna Botto und Tara Notcutt
- Rosencrantz and Guildernstern are Dead, Regie: Christopher Weare
- Othello, Regie: Geoffrey Hyland
- Dolos, Regie: Janni Younge
- The Seagull, Regie: Liz Mills
- Hamlet, Regie: Peter Krummeck
- Corporate
- Mojo Baby, Regie: Fiona du Plooy
- Sustainability Institute, Sea Change Transformative
- City of Cape Town, Sea Change Transformative